# Dermatillomania
La dermatillomania (dal greco δέρμα, dèrma - 'pelle', τίλλω, tìllō - 'strappare' e μανία, manìa - 'mania, ossessione') o disturbo da escoriazione (in inglese skin picking o excoration disorder) è un disturbo psicologico caratterizzato da un ripetitivo stuzzicamento della pelle che causa lesioni cutanee.
Nel DSM-5 è inserito nella categoria dei "disturbo ossessivo-compulsivo e disturbi correlati", insieme a tricotillomania, onicotillomania, disturbo da accumulo e disturbo di dismorfismo corporeo. Le due principali strategie per il trattamento di questo disturbo sono l'intervento farmacologico e psicocomportamentale.

## Segni e sintomi
Gli episodi di stuzzicamento della pelle sono spesso preceduti o accompagnati da stati di tensione, ansia o stress. Ai quali il soggetto sente il bisogno compulsivo di rispondere pizzicando, stuzzicando o graffiando una superficie o una regione del proprio corpo. Effettuata la compulsione, si può provare un senso di sollievo o di soddisfazione dovuto all'atto.
La regione più comunemente selezionata è il volto, ma altre aree di stuzzicamento includono braccia, gambe, piedi, schiena, gengive, collo, spalle, cuoio capelluto, addome, petto ed estremità come unghie o cuticole. La maggior parte dei soggetti affetti da disturbo da escoriazione riferisce di avere una zona primaria del corpo su cui focalizzano lo stuzzicamento, ma spesso si spostano in altre aree del corpo per consentire alla "zona principale" una possibile guarigione. Il comportamento di stuzzicamento è vario; alcuni lo fanno brevemente più volte al giorno mentre altri possono fare una sessione di pizzicamento che può durare anche diverse ore. Il modo più comune con il quale viene svolto lo stuzzicamento è quello di utilizzare le dita anche se una minoranza di persone utilizza strumenti come pinzette o aghi.
Il disagio causato da tale disturbo compromette il funzionamento in ambito sociale, lavorativo o in altre aree importanti della vita.

## Cause
Ci sono state molte e diverse teorie sulle cause del disturbo da escoriazione, inclusi fattori biologici e ambientali. Un'ipotesi comune è che il disturbo da escoriazione sia spesso un meccanismo di coping per affrontare elevati livelli di tensione, eccitazione o stress all'interno dell'individuo, e che l'individuo abbia una scarsa risposta allo stress.

## Trattamento
La conoscenza dei trattamenti efficaci per il disturbo da escoriazione è scarsa, nonostante la prevalenza della condizione. Esistono due principali classi di terapie per il disturbo da escoriazione: farmacologica e psicocomportamentale.
Gli individui con disturbo da escoriazione spesso non cercano un trattamento per la loro condizione, in gran parte a causa di sentimenti di imbarazzo, alienazione, mancanza di consapevolezza o convinzione che la condizione non possa essere trattata. Uno studio ha rilevato che solo il 30-40% degli individui con disturbo da escoriazione ha richiesto un trattamento e solo il 19% ha ricevuto un trattamento dermatologico.